# Wittisheim
Wittisheim je občina v departmaju Bas-Rhin francoske regije Alzacija.
Leta 2012 je v občini živelo 2.081 oseb oz. 181 oseb/km².